# Amplier
Amplier település Franciaországban, Pas-de-Calais megyében. Lakosainak száma 303 fő (2022. január 1.). Amplier Grouches-Luchuel, Orville, Authieule, Doullens, Terramesnil és Halloy községekkel határos.

## Népesség
A település népességének változása:
| Lakosok száma | 313  | 305  | 309  | 302  | 301  | 300  | 301  | 304  | 303  |
|               | 2013 | 2015 | 2016 | 2017 | 2018 | 2019 | 2020 | 2021 | 2022 |